# Tyfonen Etau

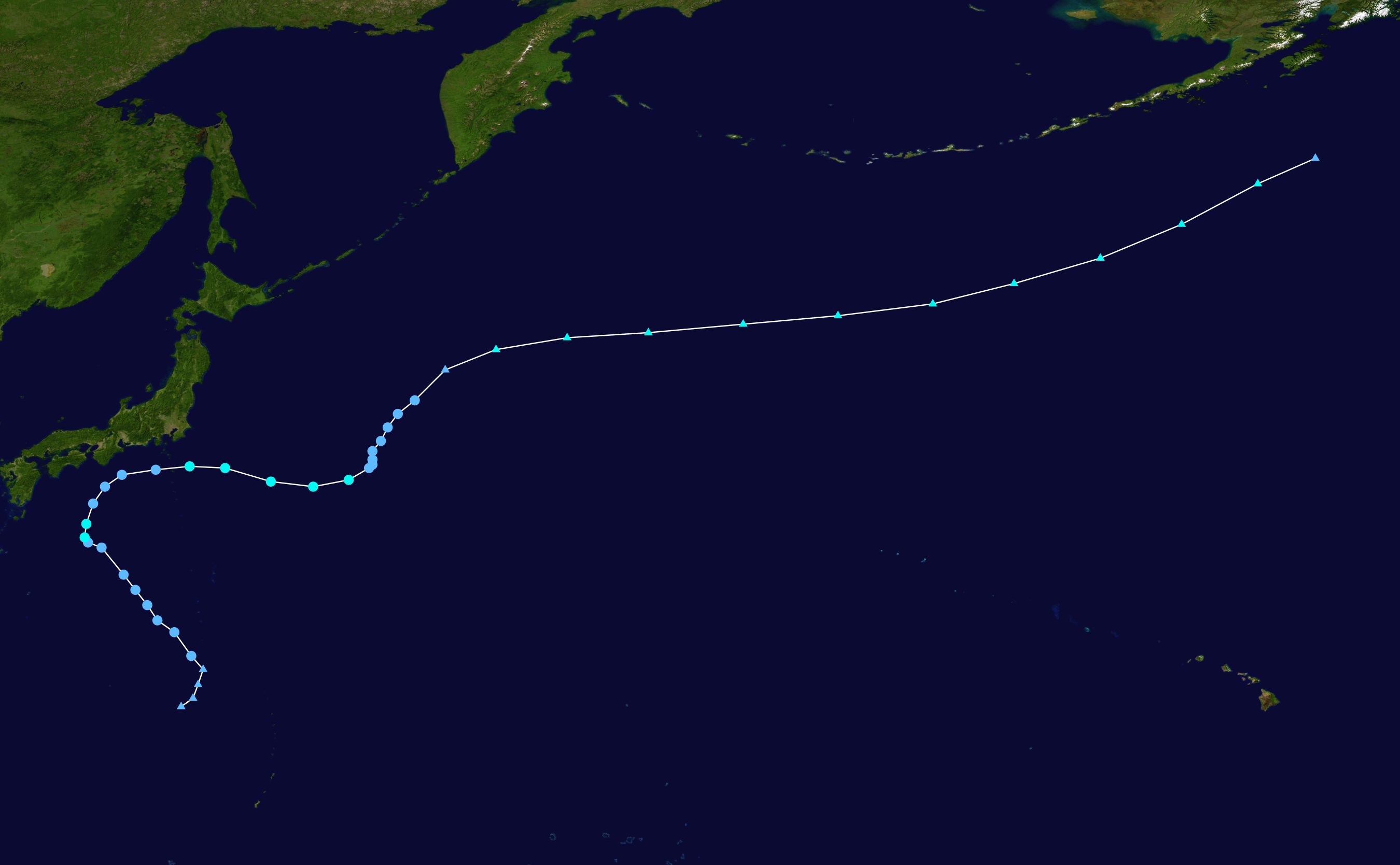
Etaus väg.

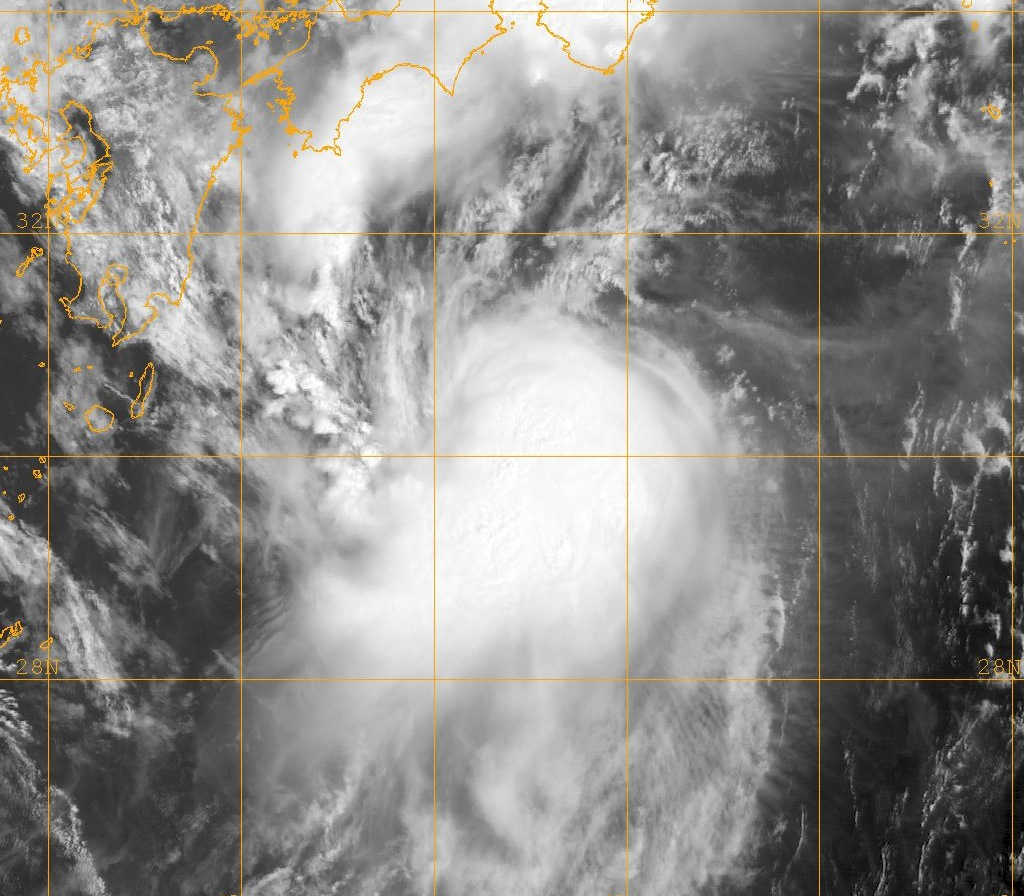
Stormen Etau

Tyfonen Etau (japanska: 台風9号, Taifū kyūgō, "Tyfon no 9") var en tyfon som drabbade Japan den 10 augusti 2009 i samband med att tyfonen Morakot drabbade Taiwan med flera länder.. Japans meteorologiska institut (JMA) utfärdade den högsta nivån på varningar för översvämningar och hällregn från ön Kyushu i söder till Akita i norr. Tyfonen drabbade Tokyo den 11 augusti.
25 personer har bekräftats döda, och några få saknas(alternativt 18) och fler än 50 000 människor ombads lämna Japans kust på grund av översvämningarna. Den värst drabbade staden var Sayo där 12 av de 25 dödsfallen har rapporterats. Tre broar förstördes i staden av stormen. Det trettonde dödsfallet skedde i Okinawa där en gammal dam dog och tre skadades när ett jordskred förstörde 2 hus. Tyfonen nådde centrala Japan den 10 augusti med ösregn och vindhastigheter på 35 meter i sekunden.
Etau betyder "stormmoln" på palauiska. I Japan kallas tyfonen nummer nio, enligt det japanska systemet när oväder numreras säsong för säsong.